# Orden al Mérito Naval (Rusia)
La Orden al Mérito Naval (en ruso: Орден «За морские заслуги») es una condecoración estatal de la Federación de Rusia otorgada para premiar la excelencia en los esfuerzos marítimos militares o económicos. Fue establecido el 27 de febrero de 2002 por Decreto del Presidente de la Federación de Rusia n.º 245. Su estatuto fue modificado por decreto presidencial N.º 1099 del 7 de septiembre de 2010.

## Estatuto de concesión
De acuerdo con el estatuto de concesión de la medalla, está se otorga en los siguientes casosː
- Méritos en el campo del estudio, desarrollo y uso del Océano Mundial en interés de la capacidad de defensa del país y asegurando su desarrollo socioeconómico;
- Méritos en el desarrollo, producción e implementación de los últimos modelos de maquinaria y equipo para la armada rusa;
- Méritos en la preservación, expansión, estudio y uso de la zona económica exclusiva de la Federación Rusa en el Océano Mundial;
- Méritos en la lucha contra las acciones ilegales de piratas y cazadores furtivos destinados a causar daños ambientales, económicos y de reputación a los intereses de la Federación Rusa en su zona económica exclusiva en el Océano Mundial, así como a los barcos que enarbolan la Bandera Estatal de la Federación Rusa en el Océano Mundial;
- La realización de maniobras y ejercicios navales hábilmente organizados y conducidos, durante los cuales las tareas establecidas por el comando se desarrollaron completamente;
- Méritos en el desarrollo, organización de la producción, construcción y operación eficiente de una moderna flota civil y comercial rusa de alta tecnología.

La Orden del Mérito Naval también puede otorgarse a ciudadanos extranjeros, así como a título póstumo.
La Orden al Mérito Naval se usa en el lado izquierdo del pecho y en presencia de otras órdenes y medallas de la Federación de Rusia, se coloca inmediatamente después de la Orden al Mérito Militar. Para ocasiones especiales y posible uso diario, está previsto llevar una copia en miniatura de la insignia, que se coloca inmediatamente después de la copia en miniatura de la insignia de la Orden al Mérito Militar. Cuando se usa en uniformes, la cinta de la orden en la tapeta se ubica después de la cinta de la Orden del Mérito Militar. Se puede usar una roseta con los colores de la cinta de la Orden en la ropa civil.

## Descripción de la insignia
La Orden al Mérito Naval es una cruz de cuatro puntas con aristas troncocónicas y anclas de mar cruzadas superpuestas de plata, con partes esmaltadas en azul y blanco de 40 milímetros de ancho.
En el medallón central, en círculo sobre esmalte azul, una corona de ramas de laurel y la inscripción: «Por méritos navales» (en ruso: "ЗА МОРСКИЕ ЗАСЛУГИ"). En el centro del medallón hay una imagen en relieve del Emblema Estatal de la Federación de Rusia. La distancia entre los extremos de la cruz es de 40 mm, el diámetro del medallón es de 16 mm. En el reverso, por lo demás muy simple, se encuentra el número de serie de la medalla.
La orden está conectada con un ojal y un anillo a un bloque pentagonal cubierto con una cinta de muaré de seda blanca con tres franjas azules longitudinales en el centro. El ancho de la cinta es de 24 mm, el ancho de las rayas azules es de 2 mm y la distancia entre ellas es de 3 mm.